# Serwery
Serwery (ukr. Сировари) – wieś na Ukrainie w rejonie tarnopolskim należącym do obwodu tarnopolskiego. 

## Historia
Pierwsza wzmianka o miejscowości pochodzi z 1542 roku. Dawniej były zaściankiem szlacheckim.
W 1880 roku we wsi mieszkało 375 Rusinów i 88 Polaków. Grekokatolicy mieli cerkiew we wsi, rzymscy katolicy parafię w Jeziernej. Działała szkoła etatowa jednoklasowa z językiem ruskim.
Raport Komitetu Ziem Wschodnich z grudnia 1943 wymieniał Serwery jako jeden z silnych ośrodków OUN w powiecie zborowskim.
Do 2020 w rejonie zborowskim.

## Zabytki, pomniki
- cerkiew Narodzenia NMP z 1888 roku[2]
- figura Matki Boskiej z 1850 roku[2]
- dwa krzyże pamiątkowe na masowych grobach ofiar tyfusu i cholery[2]